# التحليلات الإلزامية
التحليلات الإلزامية هي المرحلة الثالثة والأخيرة من تحليلات الأعمال، والتي تتضمن أيضًا تحليلات وصفية وتنبؤية .  
يشار أيضا إلى أنها «الحدود النهائية للقدرات التحليلية»  تستلزم التحليلات الإلزامية تطبيق العلوم الرياضية والحاسوبية وتقترح خيارات القرار للاستفادة من نتائج التحليلات الوصفية والتنبؤية.
* المرحلة الأولى من تحليلات الأعمال هي التحليلات الوصفية، والتي لا تزال تمثل غالبية جميع تحليلات الأعمال اليوم.  تبحث التحليلات الوصفية في الأداء السابق ويفهم ذلك الأداء من خلال استخراج البيانات التاريخية للبحث عن الأسباب وراء النجاح أو الفشل في الماضي. تستخدم معظم تقارير الإدارة - مثل المبيعات والتسويق والعمليات والتمويل - يستخدم هذا النوع من التحليل بعد الوفاة.

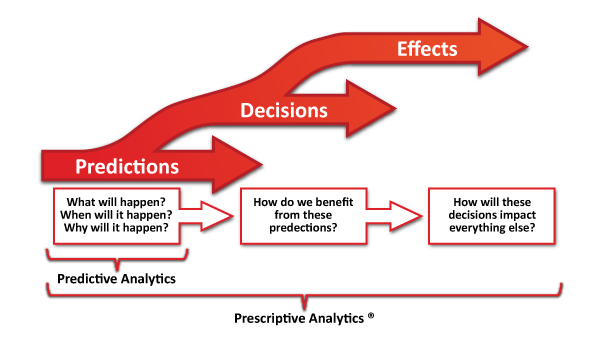
تتجاوز التحليلات الإلزامية التحليلات التنبؤية من خلال تحديد كل من الإجراءات اللازمة لتحقيق النتائج المتوقعة ، والآثار المترابطة لكل قرار

المرحلة التالية هي ((التحليلات التنبؤية )). تجيب التحليلات التنبؤية على السؤال المحتمل حدوثه، ويحدث هذا عندما يتم دمج البيانات التاريخية مع القواعد والخوارزميات والبيانات الخارجية أحيانًا لتحديد النتيجة المستقبلية المحتملة لحدث أو احتمالية حدوث الموقف. المرحلة الأخيرة هي التحليلات الإلزامية،  التي تتجاوز التنبؤ بالنتائج المستقبلية من خلال اقتراح إجراءات للاستفادة من التوقعات وإظهار الآثار المترتبة على كل خيار قرار. 
لا تتوقع التحليلات الإلزامية ما سيحدث ومتى سيحدث فحسب، بل أيضًا سبب حدوثه. علاوة على ذلك، تقترح التحليلات الإلزامية خيارات القرار حول كيفية الاستفادة من فرصة مستقبلية أو التخفيف من المخاطر المستقبلية وتظهر ضمنيًا لكل خيار قرار. يمكن أن تأخذ التحليلات الإلزامية باستمرار بيانات جديدة لإعادة التنبؤ وإعادة الوصف، وبالتالي تحسين دقة التنبؤ تلقائيًا وتحديد خيارات قرار أفضل.
تستوعب التحليلات الإلزامية البيانات المختلطة، وهي مزيج من البيانات المنظمة (الأرقام والفئات) والبيانات غير المنظمة (مقاطع الفيديو والصور والأصوات والنصوص) وقواعد العمل للتنبؤ بما ينتظرنا وتوصيف كيفية الاستفادة من هذا المستقبل المتوقع دون المساومة على الآخرين الأولويات. 
يمكن تنفيذ جميع المراحل الثلاث من التحليلات من خلال الخدمات المهنية أو التكنولوجيا أو كلاهما من أجل التوسع، يجب أن تكون تقنيات التحليلات الإرشادية قابلة للتكيف لمراعاة الحجم المتزايد والسرعة وتنوع البيانات التي قد تنتجها معظم العمليات المهمة وبيئاتها.
أحد الانتقادات للتحليلات الإلزامية هو أن تمييزها عن التحليلات التنبؤية غير محدد وبالتالي يصور بشكل خاطئ. 

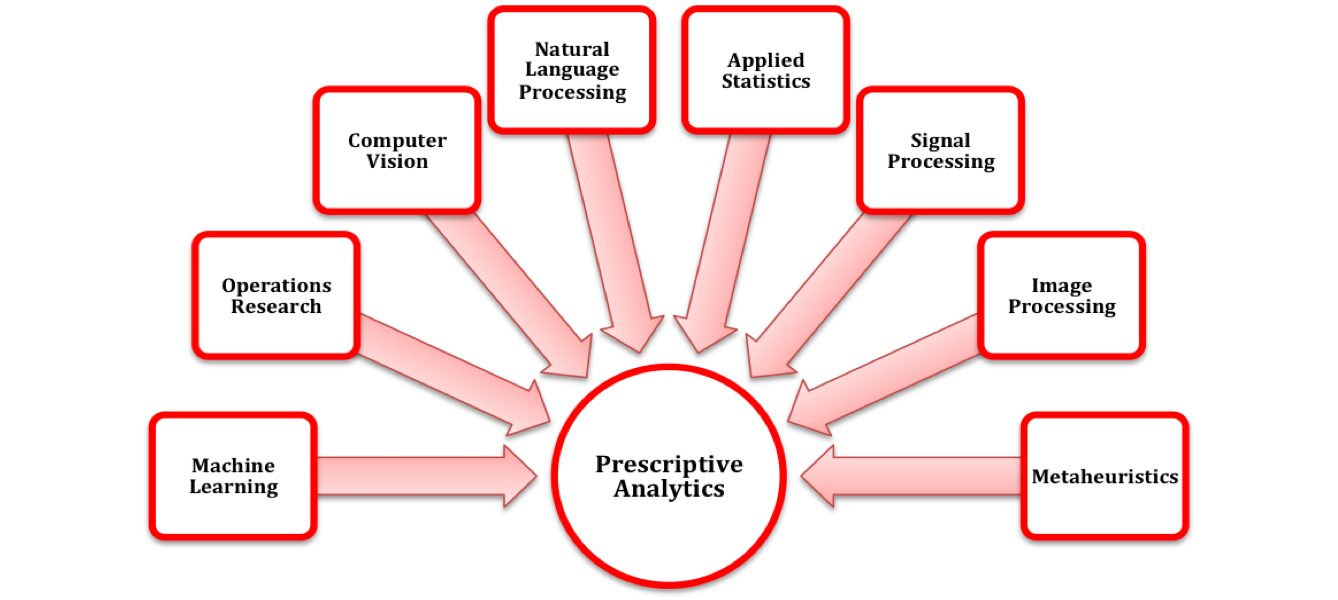
التخصصات العلمية التي تشتمل على التحليلات الإلزامية

## التاريخ
تشتمل التحليلات الإلزامية على كل من البيانات المنظمة وغير المنظمة، وتستخدم مجموعة من التقنيات التحليلية والتخصصات المتقدمة للتنبؤ بالوصف والتكيف . بينما صُمم مصطلح التحليلات الإرشادية لأول مرة بواسطة IBM  ثم تم وضع علامة تجارية عليه بواسطة أياتا،  كانت المفاهيم الأساسية موجودة منذ مئات السنين. تجمع التكنولوجيا الكامنة وراء التحليلات الإلزامية بشكل تآزري بين البيانات المختلطة وقواعد العمل والنماذج الرياضية والنماذج الحسابية. قد تأتي مدخلات البيانات إلى التحليلات الإلزامية من مصادر متعددة: داخلية، مثل داخل شركة. / والخارجي، المعروف أيضًا باسم البيانات البيئية. قد تكون البيانات منظمة، والتي تتضمن أرقامًا وفئات، بالإضافة إلى البيانات الغير منظمة، مثل النصوص والصور والأصوات ومقاطع الفيديو. يختلف البيانات غير المهيكلة من البيانات المهيكلة في هذا شكله يختلف على نطاق واسع ولا يمكن تخزينها في قواعد البيانات العلائقية التقليدية دون بذل جهد كبير في تحويل البيانات.  ووفقًا لشركة IBM ، فإن أكثر من 80٪ من بيانات العالم اليوم غير منظمة.
بالإضافة إلى مجموعة متنوعة من أنواع البيانات وتزايد حجم البيانات، يمكن أن تتطور البيانات الواردة أيضًا فيما يتعلق بالسرعة، أي يتم إنشاء المزيد من البيانات بوتيرة أسرع أو متغيرة. تحدد قواعد العمل العملية وتتضمن قيود الأهداف والتفضيلات والسياسات وأفضل الممارسات والحدود.
النماذج الرياضية والنماذج الحسابية هي تقنيات مستمدة من العلوم الرياضية وعلوم الكمبيوتر والتخصصات ذات الصلة مثل الإحصائيات التطبيقية، وتعلم الآلة، وبحوث العمليات ,ومعالجة اللغة الطبيعية ورؤية الكمبيوتر والتعرف على الأنماط ومعالجة الصور، والتعرف على الكلام ومعالجة الإشارات. التطبيق الصحيح لجميع هذه الأساليب والتحقق من نتائجها يعني الحاجة إلى الموارد على نطاق واسع بما في ذلك الإنسان والحاسوب والزمني لكل مشروع تحليلي. ؛ من أجل تجنيب نفقات عشرات الأشخاص والآلات عالية الأداء وأسابيع العمل، يجب على المرء أن يفكر في تقليل الموارد وبالتالي تقليل دقة أو موثوقية النتيجة. الطريق المفضل هو تخفيض ينتج عنه نتيجة احتمالية ضمن الحدود المقبولة.

## تطبيقات في النفط والغاز

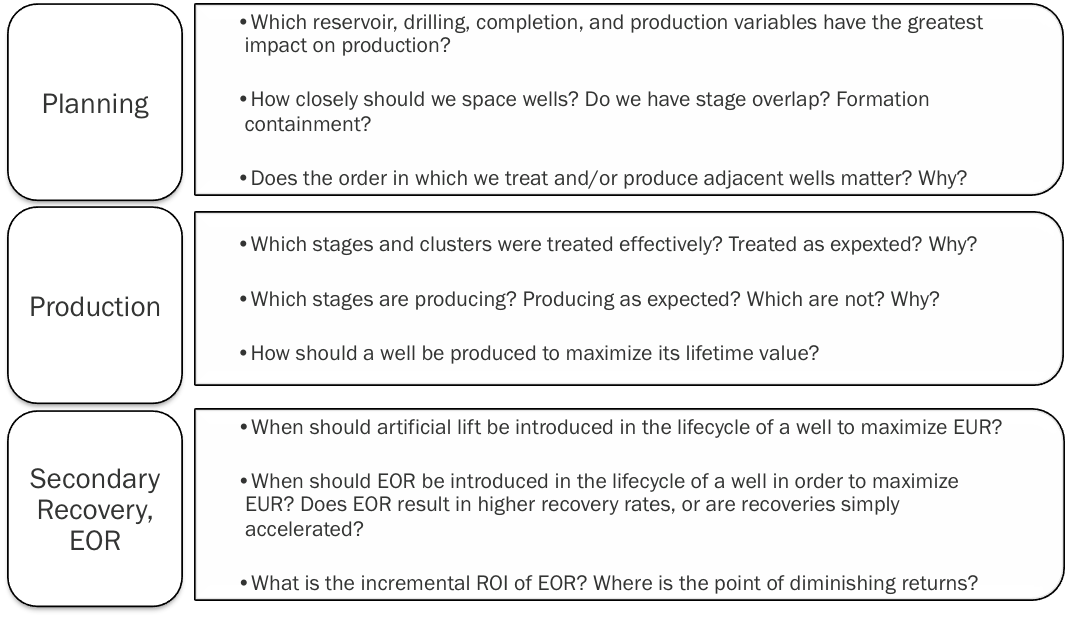
الأسئلة الأساسية إجابات برنامج التحليلات الإرشادية لمنتجي النفط والغاز

الطاقة هي أكبر صناعة في العالم (حجمها 6 تريليون دولار). تنتج العمليات والقرارات المتعلقة باستكشاف النفط والغاز وتطويرهما وإنتاجهما كميات كبيرة من البيانات. يتم استخدام العديد من أنواع البيانات الملتقطة لإنشاء نماذج وصور لبنية الأرض وطبقاتها على ارتفاع 5000 - 35000 قدم تحت السطح ووصف الأنشطة حول الآبار نفسها، مثل خصائص الترسيب وأداء الآلات ومعدلات تدفق الزيت ودرجات حرارة الخزان والضغوط .  يمكن أن يساعد برنامج التحليلات الإلزامية في تحديد موقع وإنتاج الهيدروكربونات  خلال أخذ البيانات الزلزالية، وبيانات السجل الجيد، وبيانات الإنتاج، ومجموعات البيانات الأخرى ذات الصلة لوصف وصفات محددة لكيفية ومكان حفر الآبار وإكمالها وإنتاجها بالترتيب لتحسين الاسترداد وتقليل التكلفة وتقليل البصمة البيئية. 

### تنمية الموارد غير التقليدية

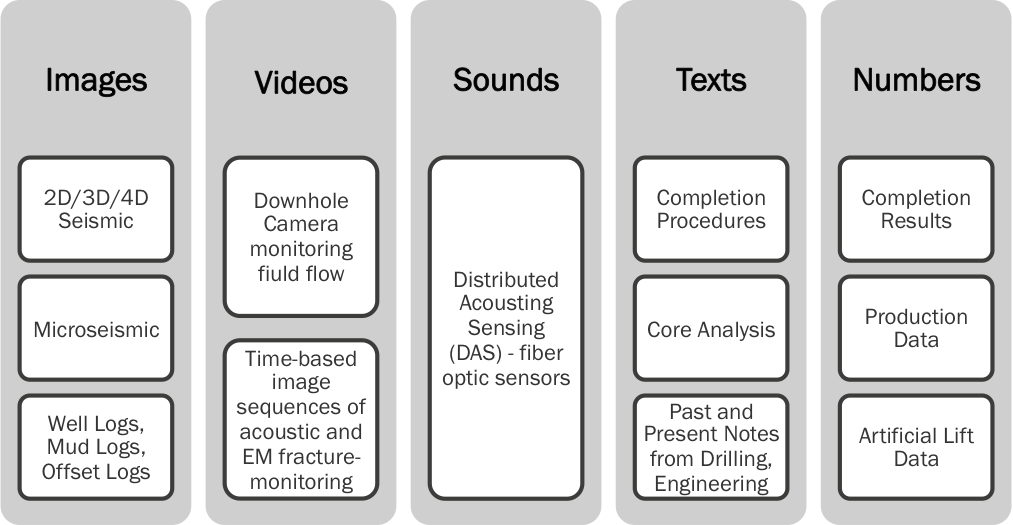
أمثلة على مجموعات البيانات المنظمة وغير المنظمة التي تم إنشاؤها بواسطة شركات النفط والغاز ونظامها البيئي لمزودي الخدمة والتي يمكن تحليلها معًا باستخدام برنامج التحليلات الوصفية

يمكن للبرنامج التحليلي التنبؤ بدقة بالإنتاج ووصف التكوينات المثلى لمطة على مدار حياتهم القابلة للخدمة.

### التسعير
التسعير هو مجال آخر من مجالات التركيز. وتتقلب أسعار الغاز الطبيعي بشكل كبير اعتماداً على العرض والطلب والاقتصاد القياسي والجغرافيا السياسية والظروف الجوية. ويحظى منتجو الغاز وشركات نقل خطوط الأنابيب وشركات المرافق العامة باهتمام شديد بالتنبؤ بدقة أكبر بأسعار الغاز حتى يتمكنوا من الانغلاق بشروط مواتية مع التحوط من مخاطر الهبوط. يمكن لبرنامج تحليلات إلزامية التنبؤ بدقة الأسعار عن طريق نمذجة المتغيرات الداخلية والخارجية في وقت واحد، وكذلك توفير خيارات اتخاذ القرار وإظهار تأثير كل خيار قرار